# Salzburger Straße 59 (Bad Reichenhall)

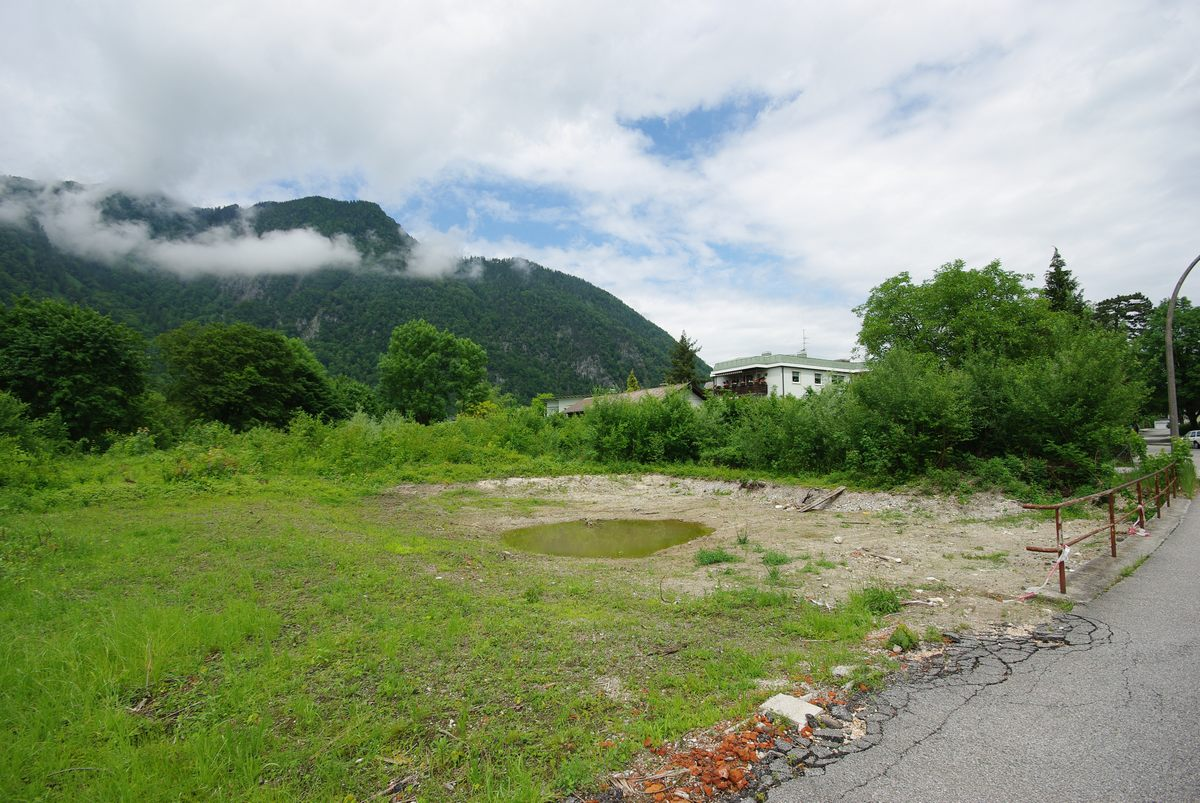
Salzburger Straße 59 kurz nach dem Abriss des Bauernhauses

Beim Gebäude Salzburger Straße 59 in Bad Reichenhall handelte es sich um das Bauernhaus des Schofferbauern.
Das Gebäude stand unter Denkmalschutz und war unter der Nummer D-1-72-114-140 in die Bayerische Denkmalliste eingetragen. Das Bauernhaus war jahrzehntelang nicht bewohnt und wurde wegen Baufälligkeit – trotz Eintrags in die Denkmalliste – Ende 2011 abgebrochen.

## Geschichte
Die Gemeinde St. Zeno war eine ländlich geprägte Gemeinde rund um das Kloster St. Zeno der Augustiner Chorherren. Das Gemeindegebiet von über 160 Hektar erstreckte sich – mit Kirchholz und Leopoldstal – in etwa von der heutigen Rinckstraße und Traunfeldstraße und begrenzt von der Saalach in nordöstlicher Richtung bis nach Weißbach. Als Bad Reichenhall, bedingt durch den starken Aufschwung des Kurbetriebs immer stärker wuchs, wurde 1905 die ländliche Nachbargemeinde St. Zeno eingemeindet. Damals standen nicht nur unzählige Villen und Kurpensionen für die Reichenhaller Kurgäste – vor allem im heutigen Ensemble Kurviertel – sondern auch der Bad Reichenhaller Hauptbahnhof auf dem Gebiet der Gemeinde St. Zeno. Nach der Eingemeindung ging das Wachstum weiter, insbesondere nördlich der Bahnlinie. Heute sind Teile der ländlichen Gemeinde wie die Traunfeldmühle, Froschham und der Weiler Vogelthenn durchgehend bebaut, diese finden sich aber noch in den heutigen Straßennamen wieder. In den 1950er, 60er und 70er Jahren entstanden nördlich der Salzburger Straße und entlang der neu entstandenen Münchner Allee unzählige Wohnhäuser auf den ehemaligen Feldern der Bauern aus St. Zeno. Manche wurden selbst zum Bauherrn, andere verkauften ihre Felder. Noch heute finden sich die Namen einiger Bauern in den damals neu entstandenen Straßen Werkmeister-, Klinger- und Schlechingerweg wieder.
Der Bauernhof des Schofferbauern stand jahrzehntelang leer und wurde dem Verfall preisgegeben. Ende 2011 wurde das Gebäude abgerissen und auf dem Grundstück vier mehrstöckige, kubische Mehrfamilienhäuser mit Tiefgarage errichtet.

## Baubeschreibung
Beim Bauernhaus Salzburger Straße 59 handelte es sich um ein zweigeschossiges Gebäude mit Flachsatteldach und barocken Fresken im Giebel. Das Gebäude wurde im 18. Jahrhundert errichtet.

## Lage
Das Bauernhaus befand sich direkt an der Salzburger Straße, dort wo jetzt die Mehrfamilienhäuser Salzburger Straße 59 und 59 a, b und c stehen. Der Eingang lag direkt an der Straßenseite.